# Friends of Mine
Albums de Adam Green
Garfield Gemstones
Friends of Mine est le second album solo d'Adam Green. Il est sorti en 2003.

## Titres
1. Bluebirds - 2:08
2. Hard to be a Girl - 1:41
3. Jessica - 2:37
4. Musical Ladders - 2:20
5. Prince's Bed - 2:29
6. Bunny Ranch - 1:36
7. Friends of Mine - 2:49
8. Frozen In Time - 2:12
9. Broken Joystick - 1:24
10. I Wanna Die - 1:49
11. Salty Candy - 1:39
12. No Legs - 2:02
13. We're Not Supposed to be Lovers - 3:08
14. Secret Tongues - 2:09
15. Bungee - 2:53